# نابي ناوي
نابي ناوي هو سياسي تنزاني يعمل حاليًا كعضو حزب الثورة في البرلمان ودائرة ميتاما منذ نوفمبر 2015.
تم انتخابه نائباً في البرلمان عن دائرة متاما في الانتخابات العامة في أكتوبر 2015، وبعد ذلك تم تعيينه من قبل الرئيس جون ماجوفولي وزيراً للإعلام والثقافة والفنانين والرياضة في ديسمبر 2015. قد تم إعفاؤه من منصبه في مجلس الوزراء المصغر في التعديل الوزاري من قبل الرئيس في 23 مارس 2017 وحل محله هاريسون مواكيمبي.